# Maurice Chappaz

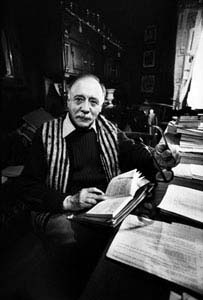
Maurice Chappaz (1983)

Maurice Chappaz (* 21. Dezember 1916 in Lausanne; † 15. Januar 2009 in Martigny) war ein französischsprachiger Schweizer Schriftsteller aus dem Kanton Wallis.

## Leben

### Kindheit und Jugend
Maurice Chappaz, 1916 als Sohn von Henry und Amélie Chappaz in Lausanne geboren, verbrachte seine Kindheit in Martigny im Unterwallis und in der seinem Onkel Maurice Troillet gehörenden Abbaye in Le Châble im Bagnes-Tal, einer Dependance der berühmten Abtei von Saint-Maurice. Er besuchte das Collège der Abbaye von Saint-Maurice und schloss mit einer Matura (Latein/Griechisch) ab.

### Literarische Anfänge
Ab 1937 studierte er zunächst, der Tradition der väterlichen und mütterlichen Familien folgend, die Rechte an der Universität Lausanne, wechselte aber bald an die Universität Genf, um Literatur zu studieren. 1939 wurden Charles Ferdinand Ramuz und Gustave Roud bei einem Novellenwettbewerb auf ihn aufmerksam. Der bei der Zeitschrift Suisse Romande eingereichte Text Un homme qui vivait couché sur un banc wurde zwar nicht ausgezeichnet, aber noch im selben Jahr unter dem Autorenpseudonym «Pierre» gedruckt. Chappaz geriet in Konflikt mit den an ihn gestellten Erwartungen und überwarf sich mit seinem Vater, der als Rechtsanwalt in Martigny zu den Honoratioren der Stadt gehörte. Wegen der Einberufung zum militärischen Aktivdienst musste er im selben Jahr sein Universitätsstudium unterbrechen, das er damit beendete. Bedingt durch äussere Umstände war die Entscheidung gegen ein traditionelles, bürgerliches Leben gefallen: «Die Mobilisation von 1939 löste all meine Probleme.» Während dieser Zeit, in der er «in einer vergessenen Sektion» auf dem Grossen St. Bernhard stationiert war, wurde er sich seiner Berufung zum Schriftsteller bewusst.

### Wanderjahre und Frühwerk
1942 lernte er S. Corinna Bille kennen, ebenfalls Schriftstellerin, die er 1947 heiratete und mit der er drei Kinder (Blaise * 1944, Achille * 1948, Marie-Noëlle * 1950) bekam. 1944 erschien Les grandes journées de printemps («Die hohe Zeit des Frühlings») als literarisches Zeugnis seiner unbeschwerten frühen Wanderungen. In den folgenden Jahren hatte Chappaz dagegen stets mit Existenzsorgen zu kämpfen. Um finanziell überleben zu können, arbeitete er 1951 bis 1953 in Fully als Verwalter der Weingärten seines Onkels. Diese Tätigkeit liess ihm jedoch kaum Zeit, als Schriftsteller zu arbeiten, und er begann, wie schon in der Zeit seines Aktivdienstes, mit langen, oft nächtlichen Wanderungen. 1953 erscheint als Vermächtnis seiner Wandererlebnisse das Testament du Haut Rhône («Testament der oberen Rhone»). Chappaz: «Vorgegeben war mir, durch die Berge zu ziehn, die meine Weltdeutung wurden.»

### Zeit der Krise
Auf dem Höhepunkt seiner Existenzkrise entschied er sich dafür, in den Bergen zu leben und zu arbeiten: «Ein Arzt riet mir zur Couch. – Ich wählte die Dixence.» Von 1955 bis 1957 war er Hilfsgeometer bei der Erbauung des Staudammes der Grande-Dixence an der Grenze von Val des Dix und Val d’Hérémence. Von 1959 bis 1971 war er bei der Zeitschrift Treize Etoiles auch als Journalist tätig, 1965 erschien nach jahrelanger Arbeit das Poem Le chant de la Grande-Dixence («Der Gesang der Grande Dixence»).

### Schriftsteller und Pamphletist

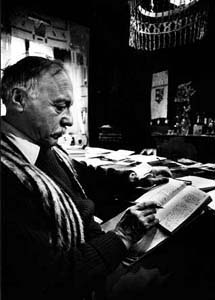
1983

Mitte der 1960er Jahre folgte in knapper Folge eine Reihe von Büchern, darunter das Portrait des Valaisans en légende et en vérité («Die Walliser. Wahrheit und Dichtung»), Tendres Campagnes und Office des morts (beide 1966) und Le match Valais-Judée (1968, dt. «Rinder, Kinder und Propheten»). Nun hatte Chappaz auch als Schriftsteller Erfolg: «Ich wurde zum populären Autor. Natürlich nur auf der Insel, der Romandie.»
Neben seiner Tätigkeit als Schriftsteller engagierte sich Chappaz in den 1960er und 1970er Jahren auch als Kritiker von Umweltzerstörung, Gebietsansprüchen der Schweizer Armee, Verkehr und Tourismusindustrie. Mit seinem 1976 erschienenen Buch Les maqueraux des cimes blanches («Die Zuhälter des ewigen Schnees») veröffentlichte er eine Streitschrift, die einen Grossteil der politisch konservativen, wirtschaftlich von der «Mafia der weissen Gipfel» profitierenden Walliser gegen ihn aufbrachte und ihn in der ganzen Schweiz bekannt machte.
In seinem Buch Haute Route (1974) verarbeitete er seine Leidenschaft für die Berglandschaft des Wallis und setzte der gleichnamigen hochalpinen Durchquerung der Westalpen von Chamonix bis Zermatt ein literarisches Denkmal. 1975 folgte mit Loetschental secret («Lötschental. Die wilde Würde einer verlorenen Talschaft») sein Abgesang auf das Walliser Lötschental, eine verschwindende Kulturlandschaft, ihre Menschen und Riten.

### Reisen, Briefe
Chappaz unternahm Reisen nach Lappland (1968), Paris (1968), Nepal und Tibet (1970), Athos (1972), Libanon (1974), Russland (1974 und 1979), China (1981), Québec und New York (1990). Seine Reiseerfahrungen reflektierte er in mehreren Büchern wie dem 1970 erschienenen La tentation de l’Orient.

### Abschied und Erinnerung
1979, nach dem Tod seiner Frau S. Corinna Bille, verliess Maurice Chappaz Veyras, wo er seit 1961 gewohnt hatte, und zog sich in die Abbaye du Châble zurück. Der persönliche Verlust bewirkte auch einen Rückzug aus den öffentlichen Debatten und die Umwendung von den äusseren Reisen der siebziger Jahre in eine erneute literarische Erkundung des Inneren. In den achtziger Jahren erschien eine Reihe von poetischen Werken, Chappaz gab die Gedichte seiner Frau heraus, veröffentlichte 1986 das ihr gewidmete Le Livre de C («Das Buch der C., für Corinna Bille») und das autobiografische Werk Le garçon qui croyait au paradis (1989).

### Die reifen Jahre
Auch in den Folgejahren blieb Chappaz literarisch produktiv, zuletzt erschienen 2001 L’Evangile selon Judas («Das Evangelium nach Judas») und A-Dieu-vat! : entretiens avec Jêrome Meizoz (2003). Chappaz erhielt eine Reihe wichtiger Literaturpreise, im Jahr 1997 waren es gleich zwei: der Grand Prix Schiller und die Bourse Goncourt de la poésie. 2001 wurden ihm vom französischen Botschafter in Bern die Insignien des Commandeur de l’Ordre des arts et des lettres für sein Werk verliehen.
In zweiter Ehe heiratete Chappaz im Jahr 1992 Michène Caussignac, die Witwe des Schriftstellers Lorenzo Pestelli. Seit dieser Zeit wohnte er zeitweise in der Abbaye du Châble, in Veyras und in Vallon de Réchy. Maurice Chappaz starb am 15. Januar 2009 im Spital Martigny. Sein Nachlass befindet sich im Schweizerischen Literaturarchiv in Bern.

## Das literarische Werk

### Weltsicht und Themen
«Es scheint unmöglich, ein Bild von Chappaz zu fixieren», meint Jérôme Meizoz. Zu breit sei der Fächer seiner Töne und Themen, von tiefer Meditation bis zu derbstem Humor. In der Tat bringt Chappaz in seinem Werk in vielfacher Weise die Extreme des menschlichen Daseins und ihre oft schwer nachvollziehbaren Wege und Abgründe zum Ausdruck: «Seit seinen ersten Gedichten und Erzählungen gehört Chappaz zur Gruppe jener, die das sprachliche Kunstwerk als einen Weg verstehen, das Kleine einzufangen und festzuhalten, ohne das Grosse aus dem Sinn zu verlieren.» (Neue Zürcher Zeitung)
Chappaz ist von der religiösen Kultur der katholischen Suisse Romande stark geprägt, zugleich aber auch vom Gegensatz der städtischen und der ländlichen Kultur. Er ist Zeuge des Sieges der modernen industriellen Gesellschaft gegen die alte agrarische Welt, mit der er sich gegen den «Fortschritt» solidarisiert, die aber weder er retten kann, noch sie ihn. Er weiss sich auf verlorenem Posten: «Tyrannen oder Krämervolk, sie werden Euch das Mark aus den Knochen zerren, das Geschlecht, das Gehirn. Anfang und Ende der Zeiten paaren sich in unserem Dasein. Ausgefällt wird dabei eine erhabene Priesterrasse. Unverzichtbar daher euer Opfergang. Ach, wer gibt mir noch Brot, nun da ich diese Dinge verkündet habe?» (Testament der oberen Rhone) Die alte, vom Glauben zusammengehaltene Welt, ist dem Untergang geweiht, das Neue, geschäftig und zerstörerisch wie es ist, gilt ihm, wenn es sein muss, als Streitgegner, aber ansonsten nicht der Rede wert, und die neue Welt, die er erträumt und erdichtet, schwankt zwischen der Gestalt einer literarischen Utopie und der Antizipation eines neuen religiösen Zeitalters.

### Schreibweise und Stil
Es ist ein gesanghafter, prophetischer Ton, der das frühe Werk von Chappaz kennzeichnet. Chappaz versteht sich denn auch mehr als Dichter und Sänger, denn als Schriftsteller. Er nennt seine Werke «Poeme», «Poesie» und «Gesang». Er ist auf der Suche nach der Wahrheit, nach dem Absoluten. «Ich suche die verborgenen Inseln des Heils. Am Fuss der Berge, blauer die noch vom Föhn, hat die unstete Arche der Korber für Tage Anker geworfen. In einigen Jahren werde ich dies Land durchstreift haben, wo ich in jede Kirche geh, in jedes Haus, und sage: Ich glaube an die Unsterblichkeit allen Seins.» Die Prosa überlässt er anderen: «Ich glaube, man muss sein Leben von vorne beginnen, bis einer hier sagt: Ich bin die Wahrheit!»
Der Walliser Schriftsteller und Freund Chappaz’ Pierre Imhasly hat dessen Werk kongenial ins Deutsche übersetzt.

## Werke

### Poesie und Prosa
- Un homme qui vivait couché sur un banc. CRV, Lausanne 1939.
- Les grandes Journées de printemps. Portes de France, Porrentruy 1944.
- Verdures de la nuit, poésie, avec Gérard de Palézieux. Mermod, Lausanne 1945.
- Grand-Saint-Bernard. Marguerat, Lausanne 1953.
- Testament du Haut-Rhône. Rencontre, Lausanne 1953. Neuausgabe: Fata Morgana, Saint-Clèment de Rivière 2003.
- Chant des cépages romands. 1958. Neuausgabe: Empreintes, Lausanne 1992.
- Le Valais au gosier de grive. Payot, Lausanne 1960.
- Portrait des Valaisans en légende et en vérité. CRV, Lausanne 1965. Neuausgabe: Slatkine, Genf 1997.
- Chant de la Grande-Dixence. Payot, Lausanne 1965.
- Office des morts. CRV, Lausanne 1966. Neuausgabe: Fata Morgana, Saint-Clèment de Rivière 2003.
- Tendres campagnes. CRV, Lausanne 1966.
- Le match Valais-Judée. CRV, Lausanne 1968.
- Les maquereaux des cimes blanches, précédé de La Haine du passé. Galland, Vevey 1976. Neuausgabe: Zoé, Genf 1994.
- Bienheureux les lacs. In: Lacs des alpes suisses. 1979. Neuausgabe Slatkine, Genf 1998.
- Poésie complète, I, II et III. Galland, Vevey 1980–1982.
- A rire et à mourir, récits, paraboles et chansons du lointain pays. Galland, Vevey 1983.
- L’aventure de Chandolin. Mit S. Corinna Bille und René-Pierre Bille. Galland, Vevey 1983.
- Le Partage de minuit. Mit S. Corinna Bille. Ed. Fédérop, Lyon 1984.
- Le livre de C, récits, précédé d’Octobre 79. Empreintes, Lausanne 1986. Neuausgabe La Différence, Paris 1995.
- La veillée des Vikings. 24 heures, Lausanne 1990.
- L’océan. Empreintes, Lausanne 1993.
- La Mort s’est posée comme un oiseau. Empreintes, Lausanne 1993.
- Pages choisies 2, et Journal 1983–1988. Age d’Homme, 1995.
- Bohème de Carême (A rire et à mourir, tome 2). Empreintes, Lausanne 1996. Neuausgabe: Fata Morgana, Saint-Clèment de Rivière 2006.
- Journal de l’année 1984: Ecriture et errance. Empreintes, Lausanne 1996.
- Vocation des fleuves. La Joie de Lire, Genf 1998. Neuausgabe: Fata Morgana, Saint-Clèment de Rivière 2003.
- Partir à vingt ans. Vorwort von Jean Starobinski. La Joie de Lire, Genf 1999.
- L’Evangile selon Judas. Gallimard, Paris, 2001.
- A-Dieu-vat! Entretiens avec Jérôme Meizoz. Monographic, Sierre 2003. (Les grands entretiens)
- DVD: Corinna Bille racontée par Maurice Chappaz. Association films Plans-fixes, 2005.

### Studien und Essays
- La haute route. Galland, Vevey 1974.
- Loetschental secret. 24Heures, Lausanne, 1975.
- Adieu à Gustave Roud. Mit Philippe Jaccottet und Jacques Chessex. Galland, Vevey 1977.
- La Haute route du Jura de Bâle à Genève. 24 heures, Lausanne 1977.
- Qu’est-ce que l’écriture, cinq textes. 1985.
- La religion de la terre. Essai. L’Air, Lausanne 1990.
- Renaissance du Valais: chronique 1790–1815. Monografic, Sierre 1997.
- Valais-Tibet, icône des paysans de montagne. Le Catatrin, La Joie de lire, Genève 2000.

### Übersetzungen
- Théocrite: Les Idylles. Mit Eric Genevay. Rencontre, Lausanne 1951. Letzte Neuausgabe: Théocrite: Toute l’idylle, La Différence, Paris 1991.
- Virgile: Les Géorgiques. Mit Eric Genevay. Rencontre, Lausanne 1954. Letzte Neuausgabe: Gallimard, Paris 1987.

### Autobiografische Werke
- Correspondance: La tentation de l'Orient: Lettres autour du Monde. Mit Jean-Marc Lovay, Éditions Zoé, Genf 1970. Neuausgabe: 2004.
- Octobre 79, mémorial, tirage limité. Empreintes, Lausanne 1986.
- Le garçon qui croyait au paradis. 24 heures, Lausanne 1989.
- Correspondance: Le gagne-pain du songe, corresp. avec Maurice Troillet (1928–1961). Empreintes, Lausanne 1991.
- Correspondance: Gustave Roud–Maurice Chappaz (1939–1976). Éditions Zoé, Genf 1993.
- Correspondance: L’oeil d’ombre: correspondance Maurice Chappaz–Marcel Raymond 1944–1987. Éditions Zoé, Genf 1997.
- Autour de liberté à l'aube. Korrespondenz mit Alexandre Voisard 1967–1972. Éditions des Malvoisins, Fontenais 2010.
- Jours fastes. Correspondance 1942–1979. Corinna Bille und Maurice Chappaz. Éditions Zoé, Genf 2016.

### Deutschsprachige Werkausgaben
- Ich werde das Land durchwandern, das Du bist. Briefwechsel mit S. Corinna Bille, 1942–1979 (Jours fastes). Deutsch und Hg. von Lis Künzli. Edition Blau im Rotpunktverlag, Zürich 2019, ISBN 978-3-85869-830-8.
- Die Walliser. Dichtung und Wahrheit. Kandelaber Verlag, Bern 1968. Neuausgabe: Edition Moderne, Zürich 1982.
- Die Zuhälter des ewigen Schnees. Ein Pamphlet. Orte Verlag, Oberegg 1976.
- Lötschental. Die wilde Würde einer verlorenen Talschaft. Suhrkamp Verlag, Frankfurt am Main 1979, Neuauflage 1990.
- Haute route. 1984.
- Die hohe Zeit des Frühlings, Testament der oberen Rhone, Gesang von der Grande Dixence. Limmat Verlag, Zürich 1986. Taschenbuchausgabe: Ullstein Verlag, Berlin 1998.
- Rinder, Kinder und Propheten. Waldgut Verlag, Frauenfeld 1990.
- Das Buch der C., für Corinna Bille. Waldgut Verlag, Frauenfeld 1994.
- Das Herz auf den Wangen, Gedichte. Waldgut Verlag, Frauenfeld 2003.
- Evangelium nach Judas. Waldgut Verlag, Frauenfeld 2006.
- «In Wahrheit erleben wir das Ende der Welt». Ein Lesebuch. (Übersetzt von Hilde und Rolf Fieguth, herausgegeben von Charles Linsmayer). Verlag Huber, Frauenfeld 2012.
- Die Tabakspfeife betet und raucht. Rotten Verlag, Visp 2013 (Übersetzt von Hilde und Rolf Fieguth)

## Auszeichnungen
- Grand Prix Académie Rhodanienne 1948.
- Prix Rambert 1953.
- Prix de la Ville de Martigny 1966.
- Prix de l’Etat du Valais 1985.
- Grosser Schillerpreis 1997.
- Bourse Goncourt de la Poésie 1997.
- Grand Prix du Salon du livre de Montagne, Passy France 2000.

## Dokumentarfilme und TV-Beiträge
(Quelle: )
- 1986 – Mürra Zabel – Chappaz zum 70. Geburtstag (TV-Beitrag im Literaturmagazin von SRF)[2]
- 1988 – Hans Ulrich Alder & Mürra Zabel – Wallis. Ein verlorenes Biotop (Dokfilm)
- 1997 – Bertil Galland – Plans-fixes , n° 1014
- 1998 – Mürra Zabel – Poesie und Politik
- 2001 – Jean-Noël Christiani & Jérôme Meizoz – Les hommes-livres: Maurice Chappaz